# K. Pankajakshan
K. Pankajakshan (Malayalam: കെ. പങ്കജാക്ഷൻ; * 25. Januar 1928 in Pettah, Travancore; † 28. August 2012 in  Thiruvananthapuram, Kerala) war ein indischer Politiker der Revolutionary Socialist Party.
Pankajakhan war Generalsekretär der Revolutionary Socialist Party, zuvor war er Mitglied der Kerala Socialist Party. Von 1970 bis 1991 war er Mitglied der Kerala Legislative Assembly. Er war im Bundesstaat Kerala von 1976 bis 1979 und 1987 bis 1991 Minister verschiedener Ressorts, unter anderem Minister für Öffentliche Arbeiten und Arbeitsminister.